# Князев, Игорь Фёдорович
Игорь Фёдорович Князев (род. 16 января 1965, Магнитогорск, Челябинская область) — советский и российский хоккеист, защитник. Мастер спорта СССР (1984). Заслуженный тренер России (2016).

## Биография
В хоккей привёл старший брат, первый тренер — родной дядя Юрий Моисеев. Начинал заниматься с детьми 1957—1959 годов рождения. До 14 лет играл в нападении. В сезоне 1981/82 дебютировал во второй лиге в составе «Металлурга» Магнитогорск, затем перешёл в команду высшей лиги «Трактор» Челябинск. Армейскую службу проходил в 1984—1986 годах в составе СКА (Свердловск). Проведя сезон 1986/87 в «Тракторе», вернулся в «Металлург», за который отыграл девять сезонов. В 1990 году вышел с командой в первую лигу, в сезонах 1992/93 — 1995/96 выступал в МХЛ.
Играл в чемпионате Дании за клубы «Эсбьерг» (1996/97 — 1997/98) и «Рёдовре Майти Буллз» (1998/99
— 1999/2000).
Окончил Челябинский государственный институт физической культуры (1991).
Чемпион Европы среди юниоров (1983). Бронзовый призёр чемпионата МХЛ (1995). Чемпион Дании (1999). Серебряный призёр чемпионата Дании (1997).
С 2004 года — тренер в СДЮСШОР «Металлург» Магнитогорск. Среди воспитанников — Григорий Дронов, Игорь Швырёв, Егор Коробкин, Илья Авраменко, Марк Янчевский.